# Hélécine
Hélécine es una comuna de la región de Valonia, en la provincia de Brabante Valón, Bélgica. A 1 de enero de 2019 tenía una población estimada de 3553 habitantes.

## Geografía
Se encuentra ubicada en el centro del país, al este de Bruselas y esta bañada por el río Petite Gette .

### Secciones del municipio
El municipio comprende los antiguos municipios, que se fusionaron en 1977:
| - Linsmeau - Neerheylissem - Opheylissem |

## Demografía

### Evolución
Todos los datos históricos relativos al actual municipio, el siguiente gráfico refleja su evolución demográfica, incluyendo municipios después de efectuada la fusión el 1 de enero de 1977.
| Gráfica de evolución demográfica de Hélécine entre 1846 y 2020 |
|                                                                |